# Sebastián Canobra
Sebastián Andrés Canobra Acosta est un footballeur uruguayen né le 3 avril 1994 à Maldonado. Il évolue au poste de milieu de terrain au Club Atlético Atenas.

## Palmarès

### En équipe nationale
- Équipe d'Uruguay des moins de 17 ans
  - Deuxième du Championnat des moins de 17 ans de la CONMEBOL en 2011
  - Finaliste de la Coupe du monde des moins de 17 ans en 2011